# Інзагатуй
Інзагатуй (рос. Инзагатуй) — улус Джидинського району, Бурятії Росії. Входить до складу Сільського поселення Інзагатуйське.
Населення — 556 осіб (2015 рік).

## Відомі уродженці
- Аюшеєв Радна Будаєвич — учасник німецько-радянської війни, снайпер морської піхоти Північного флоту.